# 1696 Nurmela
1696 Nurmela је астероид главног астероидног појаса чија средња удаљеност од Сунца износи 2,261 астрономских јединица (АЈ).
Апсолутна магнитуда астероида је 12,9.